# Saint-Julien-du-Tournel
Saint-Julien-du-Tournel è un comune francese di 119 abitanti situato nel dipartimento della Lozère nella regione dell'Occitania.

## Società

### Evoluzione demografica
Abitanti censiti